# Sharm el-Sheikh
Sharm el-Sheikh ([ˈʃɑɾˤm eʃˈʃeːx], in arabo شرم الشيخ‎?, Sharm al-Shaykh, lett. "Baia dello sceicco", anche traslitterato come Sharm ash-Shaikh, Sharm El Sheik ed El sheik) è una città egiziana posta sulla parte meridionale della penisola del Sinai e bagnata dal Mar Rosso. 
Importante località turistica e centro amministrativo del Governatorato del Sinai del Sud, dalla fine degli anni Novanta Sharm el-Sheikh ospita regolarmente conferenze politiche di alto livello alle quali partecipano tutte le più importanti nazioni del mondo, oltre a numerosi incontri della Lega araba.
La città si presenta principalmente come un grande centro costituito in gran parte da villaggi turistici e residence spesso dotati di servizi di animazione. Gli abitanti, per la maggioranza, sono persone provenienti da altre zone dell'Egitto che lavorano nei centri turistici e risiedono a Sharm el-Sheikh per lavoro.

## Geografia e clima
Sharm el-Sheikh è situata all'estremità sud della penisola del Sinai, nel golfo di Aqaba, protetta da maestose montagne, quindi gode tutto l'anno di un clima molto caldo; infatti nei mesi estivi le temperature raggiungono livelli elevatissimi. In generale il clima è secco e quindi il calore più sopportabile, ma varia da zona a zona: nel canale di Suez e nel golfo di Aqaba, per esempio, si concentrano le massime temperature, 45 gradi, e le minime, 15 gradi. In media, le temperature oscillano tra i 35 °C e i 45 °C in estate e i 20 °C e i 25 °C in inverno; i mesi più freddi e variabili sono dicembre e gennaio. Anche se attrae turisti praticamente in ogni stagione, Sharm el-Sheikh offre il meglio delle condizioni climatiche nel periodo di marzo-maggio e settembre-novembre.
La stagione invernale, seppur mite e con un forte irraggiamento solare diurno, non offre, se non in sporadici giorni, temperature massime superiori ai 25 °C. Le temperature minime oscillano intorno ai 13 °C ma almeno una o due volte – in occasione delle irruzioni di aria fredda sul Mediterraneo orientale cui neanche il Mar Rosso settentrionale può dirsi al riparo – possono scendere anche sino a 7-8 °C. Considerando il forte vento che spira frequente nella zona, il clima invernale può risultare piuttosto fresco e variabile, simile alla primavera italiana. A ciò peraltro si deve aggiungere che la temperatura del mare oscilla intorno ai 21-23 °C, rendendo indispensabile – almeno per i meno temerari – l'uso di una muta per le immersioni.
Le precipitazioni sono praticamente assenti anche in inverno: statisticamente Sharm riceve 10–15 mm all'anno di pioggia tra novembre e marzo, distribuita in maniera piuttosto irregolare di anno in anno. Il sole dunque splende per la maggior parte dei giorni disturbato talvolta, nelle giornate più fresche, da passaggi di innocue nubi alte e stratificate.
Il periodo estivo è molto caldo: le temperature massime non scendono praticamente mai sotto i 35 °C (si raggiungono punte anche di 45 °C) e le minime rimangono sopra i 23 °C. Fortunatamente sono attenuate dal vento e dalla bassa umidità della zona (intorno al 20-30%) che rende abbastanza accettabile la temperatura percepita.
Quanto alle temperature del mare è possibile bagnarsi da aprile a metà novembre senza problemi; agli inizi di settembre, quando raggiunge il suo picco, si possono registrare valori anche di 30 °C. Nei restanti mesi si aggira intorno ai 21–23 °C.
| Sharm el-Sheikh     | Mesi | Mesi | Mesi | Mesi | Mesi | Mesi | Mesi | Mesi | Mesi | Mesi | Mesi | Mesi | Stagioni | Stagioni | Stagioni | Stagioni | Anno |
| Sharm el-Sheikh     | Gen  | Feb  | Mar  | Apr  | Mag  | Giu  | Lug  | Ago  | Set  | Ott  | Nov  | Dic  | Inv      | Pri      | Est      | Aut      | Anno |
| ------------------- | ---- | ---- | ---- | ---- | ---- | ---- | ---- | ---- | ---- | ---- | ---- | ---- | -------- | -------- | -------- | -------- | ---- |
| T. max. media (°C)  | 23   | 22   | 25   | 30   | 34   | 37   | 37   | 37   | 35   | 31   | 27   | 25   | 23,3     | 29,7     | 37       | 31       | 30,3 |
| T. min. media (°C)  | 21   | 22   | 23   | 25   | 27   | 28   | 28   | 29   | 28   | 27   | 26   | 23   | 22       | 25       | 28,3     | 27       | 25,6 |
| Precipitazioni (mm) | 1    | 0    | 1    | 0    | 1    | 0    | 0    | 0    | 0    | 1    | 3    | 1    | 2        | 2        | 0        | 4        | 8    |

## Storia
Prima del 1967 Sharm el-Sheikh era poco più che un villaggio di pescatori. Lo sviluppo commerciale dell'area iniziò quando gli israeliani costruirono la città di Ofira, 6 km a nord della baia di Naama. Fu il primo insediamento concepito appositamente per i turisti.
Quando il Sinai tornò sotto il controllo egiziano, nel 1982, il governo del paese si adoperò per favorire lo sviluppo turistico del territorio. Investitori esteri che avevano scoperto il potenziale commerciale della località durante gli anni dell'occupazione israeliana diedero il proprio contributo all'attività edilizia. Contemporaneamente nacquero le prime leggi a tutela del paesaggio, che imposero anche delle altezze per gli edifici al fine di preservare le bellezze naturali.
Il 23 luglio 2005 Sharm el-Sheikh fu teatro di sanguinosi attentati terroristici di matrice islamico-fondamentalista, che miravano a colpire il governo egiziano con azioni violente a danno del settore turistico. Gli attentati causarono la morte di 88 persone, di cui 57 egiziane e il ferimento di altre 200, facendone l'attentato terroristico più violento della storia d'Egitto in termini di perdite di vite umane dopo il massacro di Luxor del 1997.
La città fu sede di varie conferenze di pace del Medio Oriente come quella del 4 settembre 1999, conclusasi con l'accordo sul ripristino del controllo palestinese della striscia di Gaza. Il 17 ottobre 2000 a Sharm si tenne un secondo summit dopo lo scoppio della seconda intifada, ma l'incontro non riuscì a porre fine alle violenze. Il 3 agosto 2005 si tenne a Sharm un incontro sul conflitto arabo-israeliano. Nel 2007 ebbe luogo nella cittadina un importante incontro in cui dignitari iracheni discussero della ricostruzione del paese. La città ha ospitato il Forum economico mondiale per il Medio Oriente nel 2006 e nel 2008.
Lo Sharm El-Sheikh International Convention Center (SHICC) ha ospitato la COP14 della Convenzione sulla diversità biologica (13-29 novembre 2018), la 9ª Conferenza della Convenzione delle Nazioni Unite contro la corruzione (13-17 dicembre 2021), la COP27 della Convenzione quadro delle Nazioni Unite sui cambiamenti climatici (6-20 novembre 2022).

## Infrastrutture e trasporti

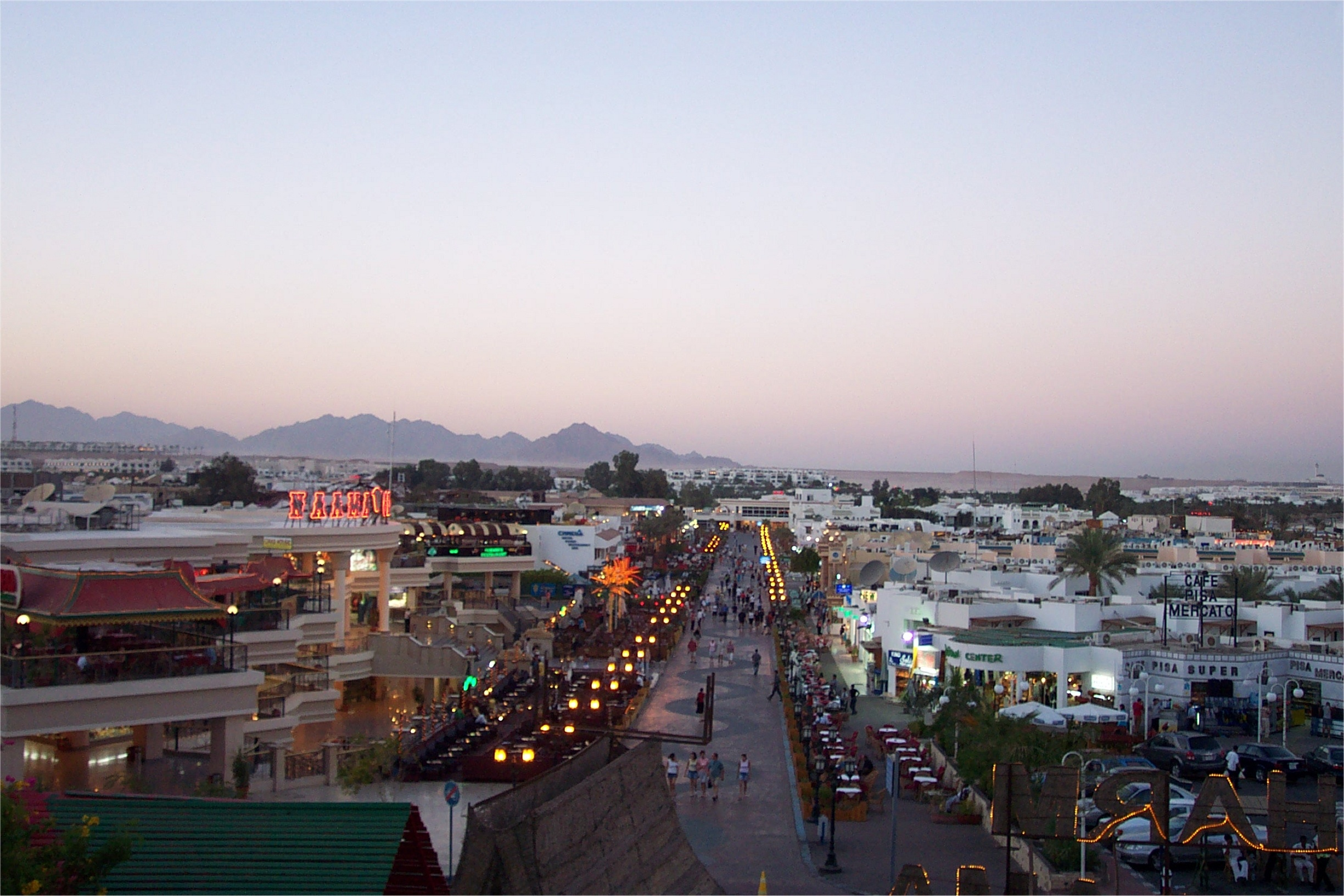
King of Bahrain Street

L'aeroporto internazionale di Sharm el-Sheikh (sigla: SSH) fornisce voli interni per Il Cairo, Hurghada, Luxor e Alessandria. Sono ormai numerosi i paesi serviti da voli charter: Italia, Germania, Svizzera, Regno Unito, Ucraina e Russia in particolar modo.
Per quanto riguarda l'Italia, in aggiunta ai voli di linea EgyptAir che partono principalmente da Roma e Milano (con scalo al Cairo), il grande afflusso di turisti italiani a Sharm el-Sheikh ha portato all'istituzione di numerosi voli charter da altre città, nonché voli diretti da compagnie aeree quali Aircairo ed Air Arabia.
Il porto di Sharm el-Sheikh, inizialmente privo di velleità turistiche, è stato completamente adattato alle nuove esigenze degli ultimi anni, e ora fornisce servizi a numerosi yacht privati, navi da crociera e traghetti per Hurghada e Aqaba. Per gli spostamenti a corto raggio è possibile servirsi di taxi, di piccoli ed economici furgoni adibiti a taxi collettivi oppure di auto in affitto.
Numerosi pullman di linea offrono spostamenti a medio e lungo raggio, con ottimi prezzi e un discreto comfort.

## Immersioni subacquee e sport acquatici
Sharm el-Sheikh è diventata una meta importante per la pratica delle immersioni subacquee con sub provenienti da tutto il mondo. Situata sul Mar Rosso, offre scenari subacquei di grande bellezza anche grazie alla splendida barriera corallina e una temperatura dell'acqua piacevole. Oltre alle immersioni subacquee, anche lo snorkeling, il windsurf e il canottaggio sono comunemente praticati dai turisti.